# Списък с епизоди на „Арабела се завръща“ (сериал)
Това е списъкът на 26-те излъчените в България епизоди на сериала "Арабела се завръща" (известен като сезон 2 на сериала Арабела и „Румборак – крал на страната на приказките“).

## Епизоди
| №  | Име на епизода                                |
| -- | --------------------------------------------- |
| 1  | Помощ, зад хълма има великан!                 |
| 2  | Злокобно предсказание                         |
| 3  | Румбокак лети до Пултанела                    |
| 4  | Арафон                                        |
| 5  | Румборак в ябълковата градина                 |
| 6  | Фаталната ябълка                              |
| 7  | Предсказанието се сбъдва                      |
| 8  | Татенце, имате близнаци                       |
| 9  | Капан за Роксана                              |
| 10 | Студентско пътуване до страната на приакзките |
| 11 | Марженка и великанът                          |
| 12 | Роксана отново на паша                        |
| 13 | Шансът на Петър                               |
| 14 | Фалшифицирана сватба                          |
| 15 | Крал без поданици                             |
| 16 | Наталка, Карел и Хеацинт започват борба       |
| 17 | Румборак 2                                    |
| 18 | Фалшивият господин Паап                       |
| 19 | Тримата отново заедно                         |
| 20 | Марженка на бесилката                         |
| 21 | Румборак – владетел на Пултанела              |
| 22 | Куфарчето в ръцете на злия гений              |
| 23 | Бой за Пултанела                              |
| 24 | Излет някъде другаде                          |
| 25 | Румборак срещу Фантомас                       |
| 26 | Деканът променя мнението си                   |

## Продължения
Сериалът има продължение от филма „Румбукак“ (1990) и тогава злият герой е по-добър и без пряка връзка с Арабела се завръща. Режисьора, сценариста и актьора, играещ Румбурак са същите. Филмът не е превеждан и дублиран на български език.